# Crepuscolo d'amore (album)
Crepuscolo d'amore è il quarto album del cantante italiano Umberto Balsamo, pubblicato nel 1978.
Da esso venne estratto un 45 giri: Crepuscolo/Amore.

## Tracce
1. Crepuscolo
2. Amore
3. Ma... avvicinarsi
4. Alaska
5. Due bimbi
6. Il pazzo
7. Io consumerò
8. Volare via
9. Il vecchio ed io